# عزیزم من کوک نیستم
عزیزم من کوک نیستم فیلمی به کارگردانی و نویسندگی محمدرضا هنرمند محصول سال ۱۳۸۰ است.

## خلاصه داستان
حمید افشاری منشی دادگستری که به پسرش قول داده کامپیوتر مدل بالایی را برای او خریداری کند، برای بدست آوردن پول به کاری ماجراجویانه دست می‌زند. یکی از افرادی که هم‌اکنون پرونده اش در دادگاه او بررسی می‌شود مرد ثروتمندی است به نام زارع که با پسرش فرزان زندگی می‌کند. حمید افشاری فکر گروگان گرفتن فرزان را با یکی از تبهکاران حرفه ای که زمانی در دادگاه او محکوم شده بوده در میان می‌گذارد. آن‌ها طی نقشه ای فرزان را می‌دزدند و او را به همراه مرد تبهکار به ویلایی خارج از شهر منتقل می‌کنند. مرد ثروتمند برای اینکه سارق را به دام اندازد خود را به مریضی زده و در بیمارستان بستری می‌شود. گروه جستجو در بیمارستان و اطراف ویلا مشغول فعالیت می‌گردند. حمید افشاری برای اطلاع از احوال پدر فرزان با پرستار او آشنا می‌شود و در کمال سادگی به او دل می‌بندد و تا اینکه طی اتفاقی متوجه می‌شود که او هم یکی از اعضای گروه جستجو است. گروه جستجو مسلحانه ویلا را محاصره کرده و خانم پرستار دو چمدان پول از طرف مرد ثروتمند به آقای افشاری تحویل می‌دهد، فرزان به همراه پرستار از ساختمان خارج می‌شوند و بعد گروه جستجو مسلحانه وارد می‌شوند اما آقای افشاری را نمی‌یابند؟!

## بازیگران
- پرویز پرستویی
- فاطمه معتمدآریا
- محمد کاسبی
- مهدی فتحی
- فرهاد آئیش
- سپهر آزادی
- مانی نوری
- مهران رجبی
- حسن شیرزاد
- مجید عبدالعظیمی
- جمشید شاه محمدی
- زهره مجابی

## دست‌آورد

### ششمین دوره جشن حافظ
| قسمت                    | شخص           | نتیجه    |
| ----------------------- | ------------- | -------- |
| بهترین بازیگر مرد سینما | پرویز پرستویی | برنده    |
| بهترین بازیگر مرد سینما | محمد کاسبی    | نامزدشده |